# Первомайское (Выселковский район)
Первомайское — село в Выселковском районе Краснодарского края. Входит в состав Выселковского сельского поселения.

## География
Расположен в центральной части Прикубанской равнины, в центре региона, по обим берегам реки Бейсуг.
Уличная сеть
Комарова, Заречная, Западная, Садовая, Школьная, Набережная

## Население
| 2002 | 2010 |
| ---- | ---- |
| 702  | ↘538 |

## Инфраструктура
Коллективное сельское хозяйство. Личное подсобное хозяйство.

## Транспорт
Доступен автотранспортом. Проходит через центр села автодорога 03К-008 Журавская — Тихорецк, связывающая три краевых района (Выселковский, Кореновский, Тихорецкий район). Остановка общественного транспорта «Первомайское».